# Hakon Leche
Hakon Julius Leche, född den 29 december 1904 i Karlskrona, död den 14 juli 1993 i Stockholm, var en svensk militär. Han var son till Carl Leche.
Leche blev fänrik vid Norrlands dragonregemente 1926 och löjtnant där 1930. Han blev kapten i generalstabskåren 1937, vid Hallands regemente 1943, major vid Norra skånska infanteriregementet 1944, vid försvarsstaben 1946, i generalstabskåren 1947, och överstelöjtnant i försvarsstaben och generalstabskåren 1948, vid Norra Smålands regemente 1954. Leche var avdelningschef i försvarsstaben och ledamot av utlänningskommissionen 1946–1954. Han befordrades till överste i kavalleriets reserv 1956 och var befälhavare i Umeå försvarsområde 1956–1968. Leche var anställd för beredskapsplanläggning vid veterinärstyrelsen 1968–1971, vid lantbruksstyrelsen 1972–1977 och vid statens livsmedelsverk 1972–1979. Han blev ledamot av Krigsvetenskapsakademien 1959. Leche blev riddare av Svärdsorden 1946, kommendör av samma orden 1963 och kommendör av första klassen 1966. Han vilar på Galärvarvskyrkogården i Stockholm.